# Ronde van Sharjah
De Ronde van Sharjah is een meerdaagse wielerwedstrijd in de omgeving van Sharjah, een van de zeven emiraten in de Verenigde Arabische Emiraten. De wedstrijd werd voor het eerst georganiseerd in 2012 en maakt sinds 2013 deel uit van de UCI Asia Tour, in de categorie 2.1. Van 2013-2015 werd de wedstrijd eind november verreden, in 2016 eind oktober en in 2018 en 2022 en 2023 eind januari.

## Lijst van winnaars

### Overwinningen per land
| Overwinningen | Land                                                      |
| ------------- | --------------------------------------------------------- |
| 2             | Marokko, Nieuw-Zeeland, Slovenië                          |
| 1             | Moldavië, Nederland, Spanje, Verenigde Arabische Emiraten |

2005 · 
2006 · 
2007 · 
2008 · 
2009 · 
2010 · 
2011 · 
2012 · 
2013 · 
2014 ·
2015 ·
2016 ·
2017 ·
2018 ·
2019 ·
2020 ·
2021 ·
2022 ·
2023 · 
2024 · 
2025
Belangrijkste wedstrijden

Ronde van Hainan · Japan Cup · Ronde van Sharjah · Ronde van het Taihu-meer · Ronde van Fuzhou · Ronde van Dubai · Ronde van Qatar · Ronde van Oman · Ronde van Langkawi · Ronde van Taiwan · Ronde van Iran · Ronde van Japan · Ronde van Korea · Ronde van het Qinghaimeer · Ronde van China I · Ronde van China II · Ronde van Almaty